# آنت زیپلیوس
آنت زیپلیوس (انگلیسی: Annette Zippelius؛ زادهٔ ۲۵ ژوئن ۱۹۴۹) فیزیک‌دان، و استاد دانشگاه اهل آلمان است.